# Bajau

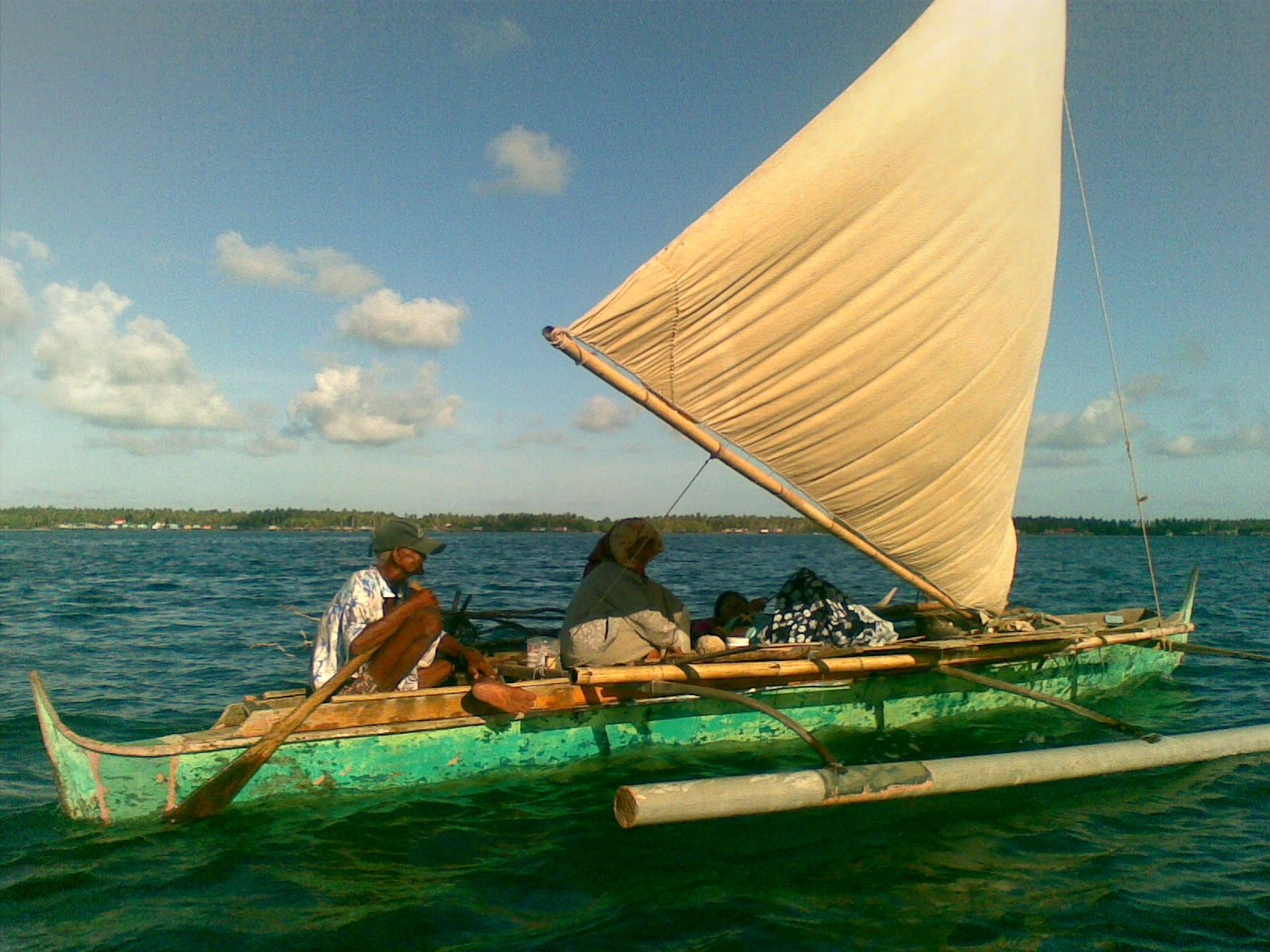
Bajau in ihren charakteristischen Vinta-Booten

Die Bajau oder Bajaw (ˈbædʒɔː oder ˈbɑːdʒaʊ), auch Bajao, Badjau, Badjo, Badjaw, Badjao, sind eine indigene Ethnie des Malaiischen Archipels. Aufgrund ihrer Lebensweise in Booten zählten sie zu den Seenomaden. Inzwischen haben viele Bajau das reine Leben auf dem Meer ganz oder teilweise aufgegeben. Sie pflegen jedoch einen dem Meer verbundenen Lebensstil, der seinen Ausdruck in der Nutzung kleiner hölzerner Segelschiffe, wie etwa den lepas, perahu und vinta findet.
Durch die sich ausweitenden Konflikte in ihrem ursprünglichen Lebensraum auf dem Sulu-Archipel und durch Benachteiligungen im Bildungssektor und auf dem Arbeitsmarkt auf den Philippinen migrierte die Mehrzahl der Bajau im Verlauf der letzten 50 Jahre nach Malaysia. Derzeit stellen sie mit 14 % Bevölkerungsanteil die zweitgrößte ethnische Gruppe im Bundesstaat Sabah. Gruppen von Bajau sind auch nach Sulawesi und Kalimantan in Indonesien migriert, wobei es keine genauen Informationen zu ihrer dortigen Verbreitung gibt.

## Ethnologische Abgrenzung
Bis in die zweite Hälfte des 20. Jahrhunderts wurde angenommen, dass alle Seenomaden Südostasiens in einem direkten ethnolinguistischen Zusammenhang stehen. Die neuere Forschung zeigt jedoch, dass drei Hauptgruppen mit eigenen kulturellen und linguistischen Charakteristika zu unterscheiden sind:
- Die Moken und die mit ihnen verwandten Moklen des burmesisch-thailändischen Mergui-Archipels,
- die Orang Laut, auch Seevolk genannt, ein buntes Gemisch aus ethnischen Gruppen die aus den Küstengewässern des südöstlichen Sumatra, dem südlichen Johor, Batam und anderen Riau-Inseln von Indonesien stammen,
- die Bajau Laut des Sulu-Archipels, Ostborneo, Sulawesi und den Inseln des östlichen Indonesiens. Die nomadischen Gruppen sind staatenlos, weshalb ihre Kinder vom staatlichen Schulsystem ausgeschlossen sind.

Mit Ausnahme einer kleinen Überschneidung bei den Moken und Urak Lawoi, einer Untergruppe der Orang Laut, sind die drei Gruppen in verschiedenen geographischen Regionen anzutreffen.

## Bezeichnung

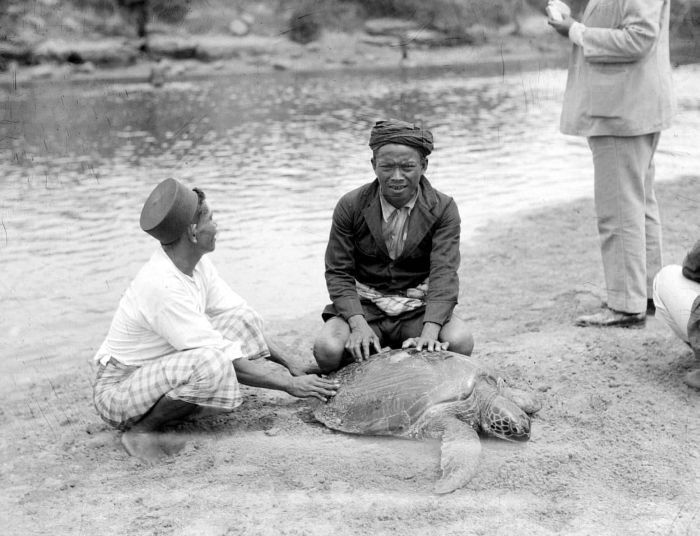
Indonesische Bajau mit gefangener Seeschildkröte

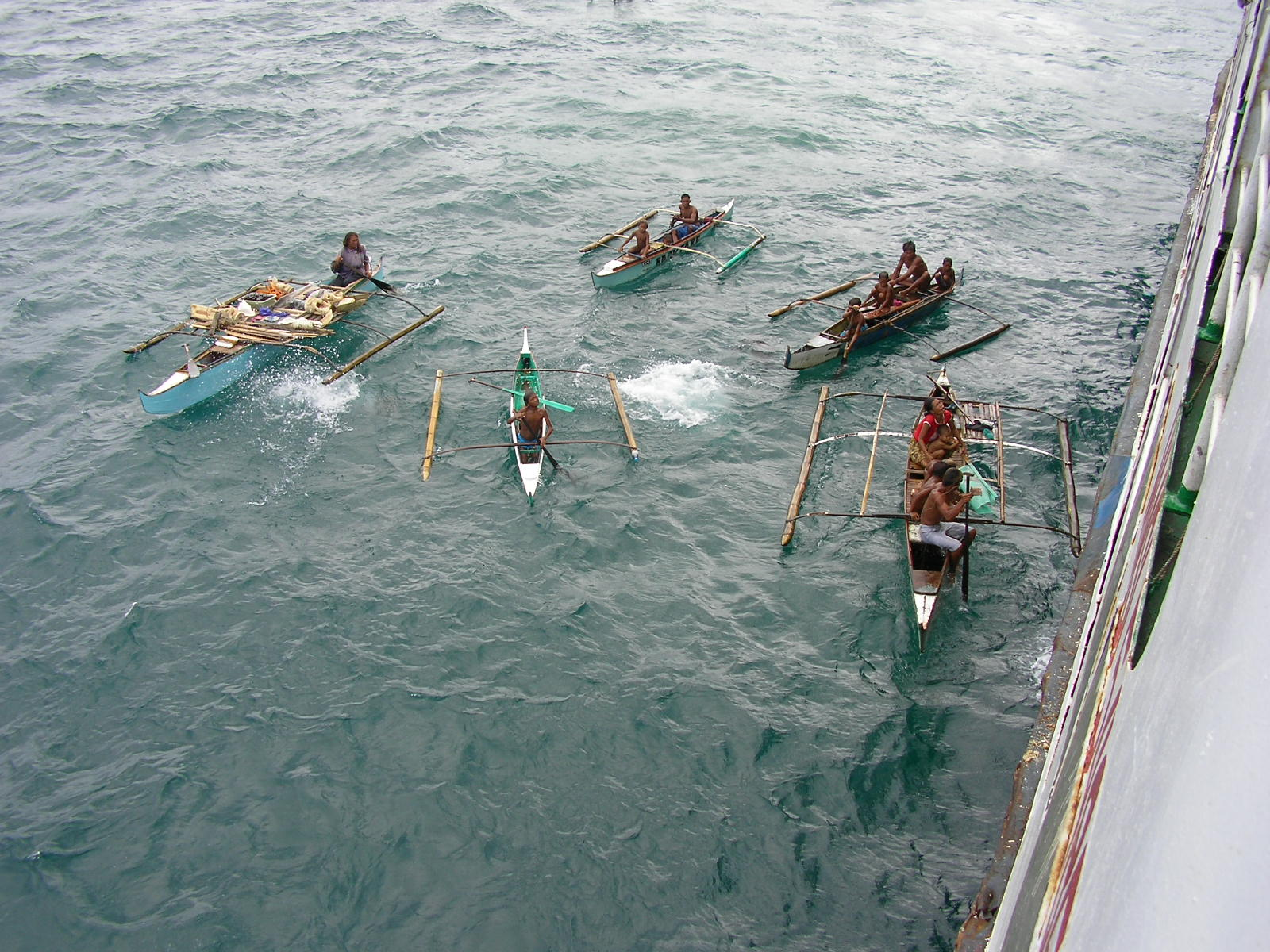
In Armut lebende Bajau-Familien bitten häufig die Passagiere der aus den Philippinen kommenden Fähren um etwas Kleingeld.

Genau wie bei den Kadazan-Dusun ist der Ausdruck „Bajau“ ein Sammelbegriff, der dazu benutzt wird, etliche eng verwandte indigene Gruppen zu beschreiben. Die Bajau-Gruppen verschmelzen kulturell mit den Sama, wodurch der treffendere Ausdruck eigentlich „Sama-Bajau“ wäre. Historisch wurde der Ausdruck Sama für die auf dem Festland sesshaft gewordenen Sama–Bajau benutzt, während der Ausdruck Bajau den meerverbundenen, auf ihren Booten lebenden und nomadisierenden Gruppen vorbehalten blieb. Allerdings verschwindet auch diese Unterscheidung mittlerweile, da die Mehrzahl der Bajau das Leben im Boot zugunsten von Pfahlbautensiedlungen in den flachen Küstengewässern aufgegeben haben. Heutzutage ist das Unterscheidungsmerkmal zwischen den Bajau und den Sama deren Armut.
Den Sama–Bajau-Völkern werden etwa zehn Sprachen innerhalb des Sama-Bajau-Zweiges der malayo-polynesischen Sprachfamilie zugeordnet.
Die Bezeichnung Badjo oder Badjau wird ausschließlich im indonesischen Sprachraum benutzt.

## Geschichte
Der Ursprung des Wortes „Bajau“ ist nicht scharf umrissen. Es besteht Übereinstimmung, dass die Menschen dieses Volkes zwar mit dem Ausdruck Bajau bezeichnet werden, sich selbst aber niemals so genannt haben. Vielmehr benennen sie sich mit den Namen ihrer Stämme, die sich wiederum an den jetzigen oder ursprünglichen Siedlungsplätzen orientieren. Ihre Benennung mit dem Ausdruck Bajau wird von den unterschiedlichen Gruppen jedoch akzeptiert, da sie erkannt haben, dass ihnen Gemeinsamkeiten im Wortschatz und in generellen genetischen Merkmalen wie etwa der dunklen Hautfarbe zu Eigen sind – obwohl hier die Simunuls mit ihrem helleren Teint eine Ausnahme bilden.
Die Britischen Verwaltungsangestellten in Sabah benannten die Sama generell als „Bajau“ und trugen dies auch in deren Geburtsurkunden unter der Rubrik „Rasse“ ein. Aus politischen Gründen und um Zugang zu den Privilegien der Malaien zu bekommen, begannen viele, sich selbst als Malaien zu bezeichnen. Dies trifft häufig für Bajau-Migranten aus den Philippinen zu.

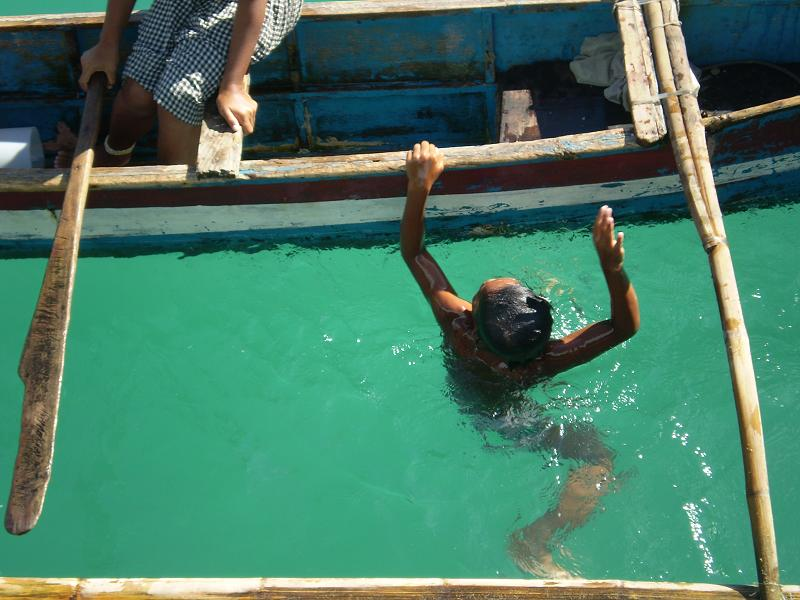
Ein Kind der Bajau taucht im Hafen von Tagbilaran nach Münzen, die Touristen ins Wasser werfen.

Die meiste Zeit in ihrer Geschichte waren die Bajau ein nomadisierendes, zur See fahrendes Volk, das seinen Lebensunterhalt mit Handel und Fischerei bestritt. Die in ihren Booten (lepa-lepa) lebenden Bajau sahen sich selbst als nicht-kriegerisches Volk. Sie hielten sich nahe den Küsten auf und errichteten dort Pfahlbauten. Obwohl nachgewiesen ist, dass sie von den südlichen Küsten der Philippinen stammen, berichten die Legenden der Sama in Sabah, dass sie von den Mitgliedern der königlichen Garde des Sultans von Johor abstammen und, nachdem sie von einem Sturm hierher verschlagen worden waren, an der Ostküste von Borneo eine neue Heimat fanden. Eine andere Legende erzählt, dass die Bajau die Braut des Sultans eskortierten, aber die Braut später vom Sultan von Brunei entführt wurde. Linguistische und historische Indizien sprechen dafür, dass die anthropologischen Wurzeln der Bajau im Süden der Philippinen liegen. Die Legenden zeigen den historischen Einfluss der malaiischen Lebensumwelt.
Spuren weisen darauf, dass die Sama vor mehr als 300 Jahren vom Riau-Archipel, insbesondere von den Lingga-Inseln, kamen. Einige sind der Meinung, dass die Migration der Sama nach Nordwest-Borneo bereits mehr als einhundert Jahre früher einsetzte und mit den Handelsbeziehungen zum Sultanat von Brunei verknüpft ist. Als der Einfluss des Sultanats Johore dahinschwand und die Bugis die politische Macht an sich gezogen hatten, flohen die Sama an die Westküste Nordborneos und stellten sich unter den Schutz des Sultans von Brunei. Aus diesem Grund werden die Sama von den Kadazan-Dusun tuhun Sam oder tulun Sama genannt, was so viel bedeutet wie „das Volk aus Sama“. Man vermutet, dass die Sama nicht zum Königshaus gehörten, aber ergebene Arbeiter, Handwerker, Bootsbauer und Bauern waren, die vor den ethnischen Säuberungen in Johor geflohen waren, als die Bugis die Macht übernahmen.
Die Anzahl an Bajau, die zur See geboren werden und auch dort leben, nimmt immer weiter ab, teilweise aufgrund der umstrittenen Regierungsprogramme der Landesregierung von Sabah, die eine Ansiedlung der Bajau auf dem Festland fördern. Derzeit existiert eine riesige Siedlung philippinischer Bajau auf Pulau Gaya vor der Küste Sabahs. Viele der Einwohner sind illegale Immigranten. Mit der Insel als Stützpunkt arbeiten viele als Hilfskräfte im nahen Kota Kinabalu.
Auch die indonesische Regierung versucht, die innerhalb ihres Staatsgebietes lebenden Bajau an Land anzusiedeln. Zwar entscheiden sich viele Badjo dagegen, da dies einen weitgehenden Verzicht auf ihre Tradition bedeuten würde, jedoch nehmen andere diese Möglichkeit wahr, um ihren Kindern eine Ausbildung zu ermöglichen.
Die Diskriminierung der Bajau (größtenteils durch die dominierenden Tausūg, die sie aus historischen Gründen als „minderwertig“ betrachten und teilweise auch durch die christlichen Filipinos) und die fortdauernde Gewalt im muslimischen Teil von Mindanao, haben viele Bajau zur Bettelei oder zur Emigration gezwungen. Am häufigsten übersiedeln sie dabei nach Malaysia oder Indonesien, wo sie weniger häufig Diskriminierungen ausgesetzt sind.

## Demographie und Religion
Die verschiedenen Untergruppen der Bajau unterscheiden sich in kultureller, linguistischer und religiöser Hinsicht. Die religiöse Ausprägung reicht von einer strikten Befolgung des sunnitischen Islam über Formen des Volksislam bis hin zu animistischen Glaubensvorstellungen mit Geistern und Ahnenverehrung. Die Christen bilden eine sehr kleine Minderheit.

### Untergruppen
Die Volkszählung im Jahr 2010 ergab eine Bevölkerung von 469.620 Bajau in Sabah. In Sarawak zählt eine kleinere Untergruppe der Iban zu den Bajau, wird aber statistisch nicht weiter aufgeschlüsselt. Bajau in anderen Bundesstaaten sind ohne statistische Relevanz.
Im Allgemeinen sind viele der Untergruppen der Bajau nach dem Gebiet oder der Insel, wo sie über viele Jahre leben, benannt. Obwohl sie alle gleichermaßen Bajau genannt werden, hat jede Untergruppe ihre eigene Sprache, Kultur und Tradition. Gleichwohl verstehen einzelne Untergruppen die Sprachen anderer Gruppen. Zum Beispiel verstehen einige Bajau die Bajau-Ubian-Sprache und die Bajau-Ubian und Simunul verstehen und sprechen die Tausug-Sprache, die in Sabah auch Suluk-Sprache genannt wird.
Liste der Bajau-Untergruppen:
1. Ubian (Malaysia) – Die größte Gruppe der Bajau. Sie leben als zahlenmäßig starke Minderheitengruppe in den Städten Kudat und Semporna in Sabah, Malaysia.
2. Bannaran (Malaysia) – Diese Untergruppe stammt ursprünglich von der Insel Bannaran. Man findet sie hauptsächlich in Kudat, Kunak, Semporna und Tawau.
3. Sama (Malaysia) – Zumeist als Kota Belud-Bajau bekannt, da eine große Anzahl von ihnen in oder bei Kota Belud im Bundesstaat Sabah lebt. Nichtsdestotrotz ist die Namensgebung irreführend, da sie entlang der gesamten Westküste Sabahs leben und nicht ausschließlich in Kota Belud. Sie selbst nennen sich Sama, nicht Bajau.
4. Samah/Sama Sulawesi Selatan (Malaysia)[12]
5. Simunul (Malaysia) – Die Simunul leben überwiegend im Kampung Bokara bei Sandakan, in Semporna und im Gebiet von Lahad Datu. Die Simunuls in Sabah stammen ursprünglich von Tawi-Tawi; wo auch noch die Mehrzahl von ihnen lebt. Sie Simunul sind die einzige Untergruppe der Bajau mit heller Hautfarbe.
6. Samal (Philippinen, Malaysia) – Ursprünglich aus dem Süden der Philippinen stammend, bevölkert eine große Zahl der Samal die Küsten des nördlichen Sabah. Gleichwohl sind auch viele in die nördlichen Meeresgebiete der Visayas und des südlichen Luzon migriert. Die Samal werden manchmal als deutlich unterschiedlich zu den übrigen Bajau wahrgenommen.[9][13] Außerdem stellen sie die größte Untergruppe der Bajau dar.[14]
7. Bajau Suluk (Malaysia) – Diese Untergruppe lebt hauptsächlich in Kudat. Ihre Wurzeln liegen auf den Philippinen, deshalb waren sie über einen langen Zeitraum ihrer Geschichte in der Lage, in der Sprache der Tausug und der Samal zu kommunizieren.
8. Tando' Bas (Malaysia) – Vor den 1970er Jahren war diese Untergruppe kaum in Sabah zu finden. Sie ist erst in neuerer Zeit von Tando Bas in den Philippinen nach Sabah migriert.
9. Ungus Matata (Malaysia) – Vor den 1970er Jahren war diese Untergruppe kaum in Sabah zu finden. Sie ist erst in neuerer Zeit von Ungus Matata in den Philippinen nach Sabah migriert.
10. Tolen (Malaysia) – Diese Untergruppe war ausschließlich auf Pulau Bum Bum bei Semporna beheimatet. Andere Spuren von ihnen wurden nicht nachgewiesen, auch nicht auf den Philippinen.
11. Pala'u (Malaysia) – Diese Untergruppe lebte ursprünglich ausschließlich auf Booten. Erst in jüngerer Zeit wurden einige auf dem Festland in Sabah sesshaft.
12. Tabawan (Philippines, Malaysia) – Vor den 1970er Jahren war diese Untergruppe kaum in Sabah zu finden. Sie ist erst in neuerer Zeit von Tabawan, Tawi-Tawi in den Philippinen nach Sabah migriert.
13. Banguingui oder Balangingi Samal (Philippines, Malaysia) – Auf den Philippinen beheimatet, wo auch die Mehrzahl immer noch lebt. Vor den 1970er Jahren war diese Untergruppe kaum in Sabah zu finden. Erst in neuerer Zeit sind einige von ihnen nach Sabah migriert. Die Balanguingui waren vom 16. bis zum 19. Jahrhundert Sklavenhändler und Piraten. Einen Teil ihrer Sklaven integrierten sie in ihre eigene Kulturgemeinschaft.[15]
14. Sikubung (Malaysia) – Vor den 1970er Jahren war diese Untergruppe kaum in Sabah zu finden. Sie ist erst in neuerer Zeit nach Sabah migriert.

### Religion
Ansprüche auf religiöse Frömmigkeit und Bildung sind eine wichtige Quelle des individuellen Prestiges unter den an der Küste lebenden Bajau. Der Titel salip/sarip (Abkömmling des Propheten Mohammed) zeigt, dass sein Träger ein besonderes Ansehen in seinem Heimatdorf genießt. Da nicht alle Bajau auf eigene Moscheen zurückgreifen können, nutzen sie auch die religiösen Einrichtungen der Araber und Malaien. Wegen ihres nomadisch ausgerichteten Lebensstil zur See sind die Ubian Bajau wenig am orthodoxen Islam orientiert, sondern praktizieren einen synkretischen Volksglauben, bei dem Meeresgeister – in der islamischen Terminologie als Dschinn bekannt – verehrt werden.

## Kultur

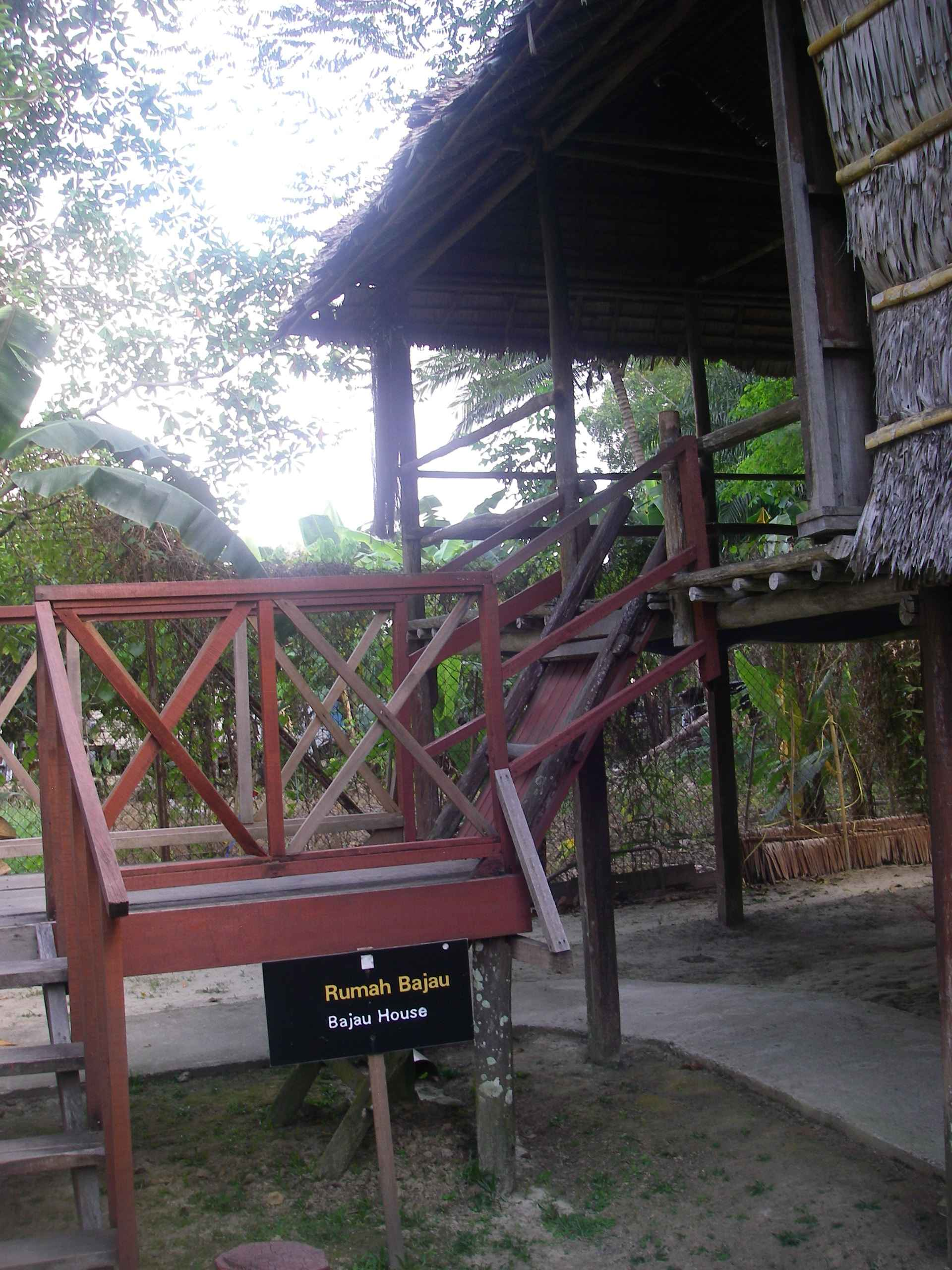
Eingang zu einem wiederaufgebauten, traditionellen Bajau-Haus im Heritage Village von Kota Kinabalu, Sabah

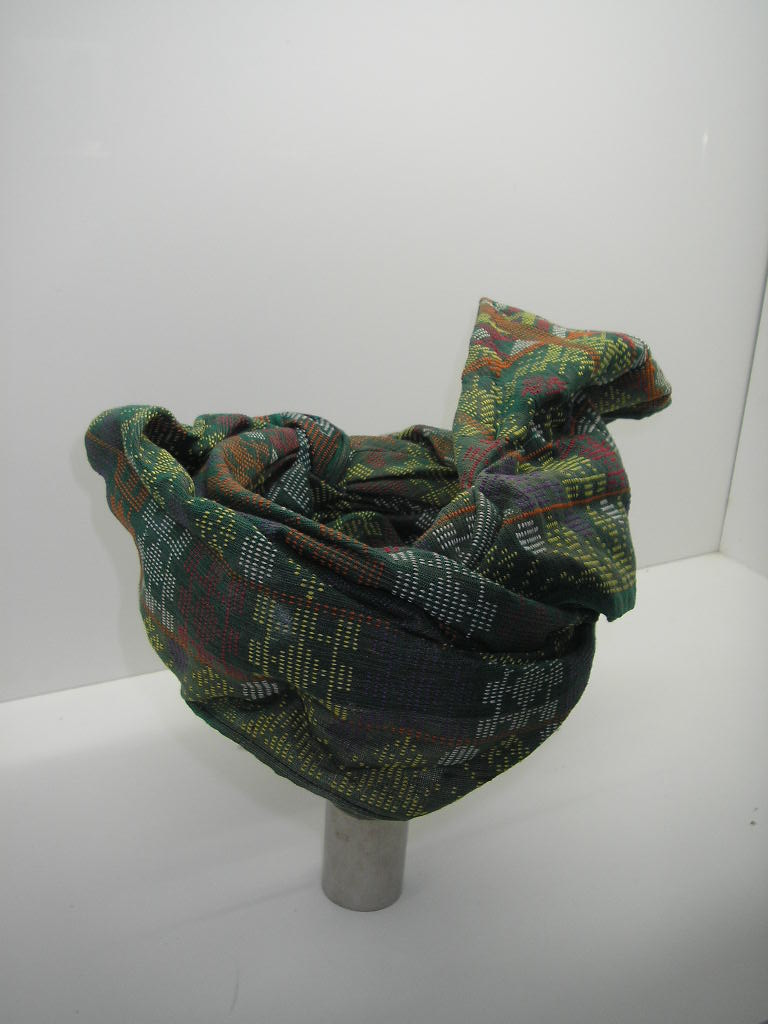
Bajau-Kopfschmuck; er wird beim Reiten getragen

Bajau sind ausgezeichnete Reiter – dies ist ihre Besonderheit in Malaysia, wo der Pferdesport niemals große Verbreitung gefunden hatte. Die Bajau sind auch bekannt für ihre Fähigkeiten im Weben und in verschiedenen Handarbeiten.
In Semporna wird von den dortigen Bajau der von den Tausug übernommene Pangalay-Tanz aufgeführt. Auf Basis dieses in Sabah Daling-Daling genannten Tanzes, entwickelten die Bajau ihren eigenen Tanz, den sie Igal-Igal nennen und der auf die Bewegungen und Kostüme des Daling-Daling aufbaut. Dieser Tanz ist mittlerweile bei allen Hochzeitszeremonien der Bajau in Semporna in Gebrauch und hat sich bis nach Sandakan verbreitet. Seit dem Jahr 2000 wird dieser Tanz zusammen mit dem Joget-Tanz bei den nächtlichen Hochzeitszeremonien der Sama Bajau verwendet.

### Überlieferte Überzeugungen
Viele Bajau der Ostküste bewahren zusammen mit ihrem traditionellen Lebensstil zur See auch die Überbleibsel einer überlieferten, vor-islamischen Überzeugung. Traditionelle Bajau-Gemeinschaften sind durch die Zugehörigkeit eines dukun (Schamane) und die Befolgung von Tabus im kulturellen Umfeld und im Umgang mit dem Meer charakterisiert. Beispielsweise zelebrieren sie ein Dankopfer an den Seegott Omboh Dilaut, wenn ein besonders großer Fang eingebracht wird. In Semporna, an der Ostküste Sabahs, wird jährlich mit den traditionellen Booten der Bajau die regatta lepa ausgetragen.
Innerhalb der Gemeinschaft der Bajau darf nur der Schamane ihre Entstehungsgeschichte erzählen.
Insbesondere die auf Booten lebenden Bajau konsultieren mindestens einmal im Jahr im Rahmen einer öffentlichen Séance und nächtlichen Trancetänzen ein zur Gemeinschaft gehörendes Medium. In Zeiten von Epidemien ist es die Aufgabe dieser Medien, krankheitsverursachende Geister aus der Gemeinschaft zu vertreiben. Dies geschieht dadurch, dass ein „Geisterboot“ von den Ankergründen der Gemeinschaft weg in die offene See geschickt wird.
Einige Forscher vermuten, dass Reisen der Bajau nach Arnhemland den Ursprung der Erzählungen über die mysteriösen Baijini in den Mythen der australischen Yolngu begründen.

### Meerestechnologie und Fischerei
Die kleinen überdachten Boote, auf denen die Bajau einen Großteil ihres Lebens verbringen, heißen lepas. Auf ihnen lebt auf etwa zehn Quadratmetern oft eine ganze Familie. Mehrere dieser Boote zusammen bilden ein Dorf. Die Bajau verlassen sie praktisch nur, wenn es absolut nötig ist, beispielsweise um Feuerholz oder Material für Werkzeug zu beschaffen. Selbst Stürme treiben sie nicht an Land, sondern veranlassen sie lediglich dazu, Schutz in der Nähe von Inseln, in Buchten oder Mangrovenwäldern zu suchen.
Das Hauptnahrungsmittel der Badjo ist Fisch in allen Variationen. Bei der Jagd machen sie sich eine spezielle Klappe im Boden ihrer Boote zunutze, um den Bewegungen der Fischschwärme unter ihnen zu lauschen. Angeblich sind sie in der Lage, die Aktivität der Meeresböden wahrzunehmen und sollen den Tsunami vom 26. Dezember 2004 nahen gehört haben.
Die Fischer der Bajau benutzen hölzerne Segelboote (perahu lambo) für Reisen bis zur Timor- und Arafurasee. Der Bau und der Stapellauf der handgefertigten Boote unterliegt traditionellen Riten und nach Überzeugung der Bajau ist das Schiff selbst geistbeseelt (sumangaq). Gemäß einer völkerrechtlichen Vereinbarung von 1974 dürfen „traditionelle indonesische Fischer“ in der 200-Meilen-Zone von Australien fischen, die auch die traditionellen Fischgründe der Bajau einschließt. Allerdings hat die Fischerei in diesem Gebiet die Sorge um eine Überfischung aufgeworfen und zur Zerstörung von Schiffen der Bajau geführt.
Bajau sind auch für ihre außergewöhnlichen Fähigkeiten im Apnoetauchen bekannt. Durch physische Anpassung sind sie in der Lage, unter Wasser besser zu sehen und länger zu tauchen als andere Menschen. Als genetische Adaption verfügen sie über eine um das Doppelte vergrößerte Milz. Oftmals durchstechen sich jugendliche Bajau das Trommelfell, um das Tauchen und die Jagd im Meer zu erleichtern. Viele ältere Bajau sind deshalb schwerhörig.

## Persönlichkeiten aus Malaysia
- Mat Salleh – Krieger und Volksheld, Anführer der Mat-Salleh-Rebellion gegen die North Borneo Chartered Company
- Tun Mustapha – 1. Yang di-Pertua Negeri Sabah und 3. Ministerpräsident von Sabah
- Mohamad Said Keruak – 4. Ministerpräsident von Sabah und 7. Yang di-Pertua Negeri Sabah aus Kota Belud
- Salleh Said Keruak – 9. Ministerpräsident von Sabah aus Kota Belud
- Sakaran Dandai – 8. Ministerpräsident von Sabah und 8. Yang di-Pertua Negeri Sabah aus Semporna
- Ahmadshah Abdullah – 9. Yang di-Pertua Negeri Sabah aus Inanam
- Mohd Nasir Tun Sakaran – Politiker aus Semporna
- Mohd Shafie Bin Apdal – Malaysischer Minister
- Osu Sukam – 12. Ministerpräsident von Sabah aus Papar
- Pandikar Amin Mulia – Sprecher des Parlaments von Malaysia
- Askalani Abdul Rahim – Ehemaliger Minister für Kultur, Jugend und Sport aus Semporna

## Film
- Eliza Kubarska: Walking under water. Dokumentarfilm, 77 min, 2014